# Greatest Hits (Sascha Schmitz)
Greatest Hits é o primeiro álbum dos melhores êxitos do cantor alemão Sasha, lançado a 1 de dezembro de 2006.

## Faixas[1]
1. "Coming Home"
2. "If you Yelieve"
3. "Slowly"
4. "I Feel Lonely"
5. "Rooftop"
6. "Owner of My Heart"
7. "This is my Time"
8. "Take Good Care of My Baby"
9. "Lucky Day"
10. "Turn It Into Something Special"
11. "Let Me Be the One"
12. "Here She Comes Again"
13. "I'm Still Waiting"
14. "Chemical Reaction"
15. "Walk This Way"
16. "We Can Leave the World"
17. "Goodbye"

## Paradas
| Parada (2006)      | Posição |
| ------------------ | ------- |
| Áustria            | 35      |
| Swiss Music Charts | 42      |